# Ория (язык)
Ори́я или оди́я (ଓଡ଼ିଆ, слушатьо файле) — индоевропейский язык, на котором говорят около 35 миллионов жителей индийского штата Одиша. Он является одним из 23 официально признанных языков Индии и имеет собственное письмо.
Принадлежит к группе новоиндийских языков.
Территория распространения: индийский штат Одиша и прилегающие округа штатов Тамилнад, Мадхья-Прадеш и Бихар.
Письменность языка ория восходит к письму брахми.
Древнейшие литературные памятники восходят к XIII в. н. э. Один из них — изложение «Махабхараты», сделанное Сараладасом. Современный литературный язык начинается с периода творчества Факирмохана Сенапатаку.
На языке ория издается 568 периодических изданий, в том числе 56 ежедневных, 104 еженедельных, 237 ежемесячных (на 1998 год). Среди писателей, пишущих на этом языке, Кайлаш Паттанаик.

## Фонетика
В языке ория 28 согласных и 6 гласных фонем.
|                | Передний ряд | Задний ряд |
| -------------- | ------------ | ---------- |
| Верхний подъём | i            | u          |
| Средний подъём | e            | o          |
| Нижний подъём  | a            | ɔ          |

|                    | Губные | Зубные | Альвеолярные | Ретрофлексные | Палатальные | Велярные | Глоттальные |
| ------------------ | ------ | ------ | ------------ | ------------- | ----------- | -------- | ----------- |
| Глухие смычные     | p pʰ   | t̪ t̪ʰ   |              | ʈ ʈʰ          | ʧ ʧʰ        | k kʰ     |             |
| Звонкие смычные    | b bʱ   | d̪ d̪ʱ   |              | ɖ ɖʱ          | ʤ ʤʱ        | ɡ ɡʱ     |             |
| Глухие фрикативные |        |        | s            |               |             |          | h           |
| Носовые            | m      |        | n            | ɳ             |             |          |             |
| Плавные            |        |        | l, r         | ɭ             |             |          |             |